# Tratado lituano-soviético de assistência mútua

Cerca de um quinto da Região de Vilnius (laranja escuro) foi cedido à Lituânia, em troca de quatro bases militares soviéticas (marcadas com estrelas) de acordo com o Tratado de Assistência Mútua.

O Tratado Lituano-Soviético de Assistência Mútua (em lituano:  Lietuvos-Sovietų Sąjungos savitarpio pagalbos sutartis) foi um tratado bilateral assinado entre a União Soviética e a Lituânia, em 10 de outubro de 1939. De acordo com as disposições definidas no tratado, a Lituânia iria adquirir cerca de um quinto da Região de Vilnius, incluindo capital histórica da Lituânia, Vilnius, e em troca permitiria cinco bases militares soviéticas, com 20.000 soldados a serem estabelecidas em toda a Lituânia. Em essência, o tratado com a Lituânia foi muito semelhante aos tratados que a União Soviética assinou com a Estônia em 28 de setembro, e com a Letônia em 5 de outubro.[carece de fontes?]
De acordo com fontes oficiais soviéticas, o exército soviético iria fortalecer as defesas de uma nação fraca contra possíveis ataques pela Alemanha nazista.  O tratado previa que a soberania da Lituânia não seria afetada. No entanto, na realidade, o tratado abriu as portas para a primeira ocupação soviética da Lituânia e foi descrito pelo The New York Times como "sacrifício virtual da independência ". 